# Óscar Sonejee
Óscar Sonejee Masand (Andorra-a-Velha, 26 de março de 1976) é um futebolista andorrano de ascendência indiana. Atualmente joga no Lusitanos.
Em sua carreira, defendeu FC Andorra, La Seu, FC Santa Coloma e Lusitanos.
Pela Seleção Andorrana, jogou 106 partidas entre 1997 e 2015, sendo o segundo jogador com maior numero de partidas disputadas pela equipe, além de ter marcado 4 gols.

## Estatísticas na Seleção Nacional[2]
| 1997  | 2   | 1 |
| 1998  | 7   | 0 |
| 1999  | 9   | 0 |
| 2000  | 8   | 1 |
| 2001  | 6   | 0 |
| 2002  | 5   | 0 |
| 2003  | 7   | 0 |
| 2004  | 7   | 0 |
| 2005  | 8   | 0 |
| 2006  | 5   | 0 |
| 2007  | 9   | 0 |
| 2008  | 4   | 0 |
| 2009  | 6   | 1 |
| 2010  | 2   | 0 |
| 2011  | 4   | 0 |
| 2012  | 3   | 0 |
| 2013  | 3   | 0 |
| 2014  | 3   | 0 |
| 2015  | 7   | 0 |
| Total | 106 | 4 |